# BRDC International Trophy
Die BRDC International Trophy (auch: Daily Express International Trophy) ist eine 1949 vom British Racing Drivers’ Club (Abk.: BRDC) ins Leben gerufene Autorennsportveranstaltung. Namensgebender Sponsor war häufig die englische Tageszeitung Daily Express, in späteren Jahren übernahm die Fachzeitschrift Autosport diese Rolle. 1980 hieß die Veranstaltung einmalig Marlboro Trophy. Die Rennen der International Trophy waren im Laufe der Jahre für unterschiedliche Rennklassen ausgeschrieben, darunter für nahezu 30 Jahre lang für die Formel 1. Austragungsort war regelmäßig der Silverstone Circuit. Seit 2005 ist die International Trophy ein Rennen für historische Formel-1-Fahrzeuge.

## Geschichte

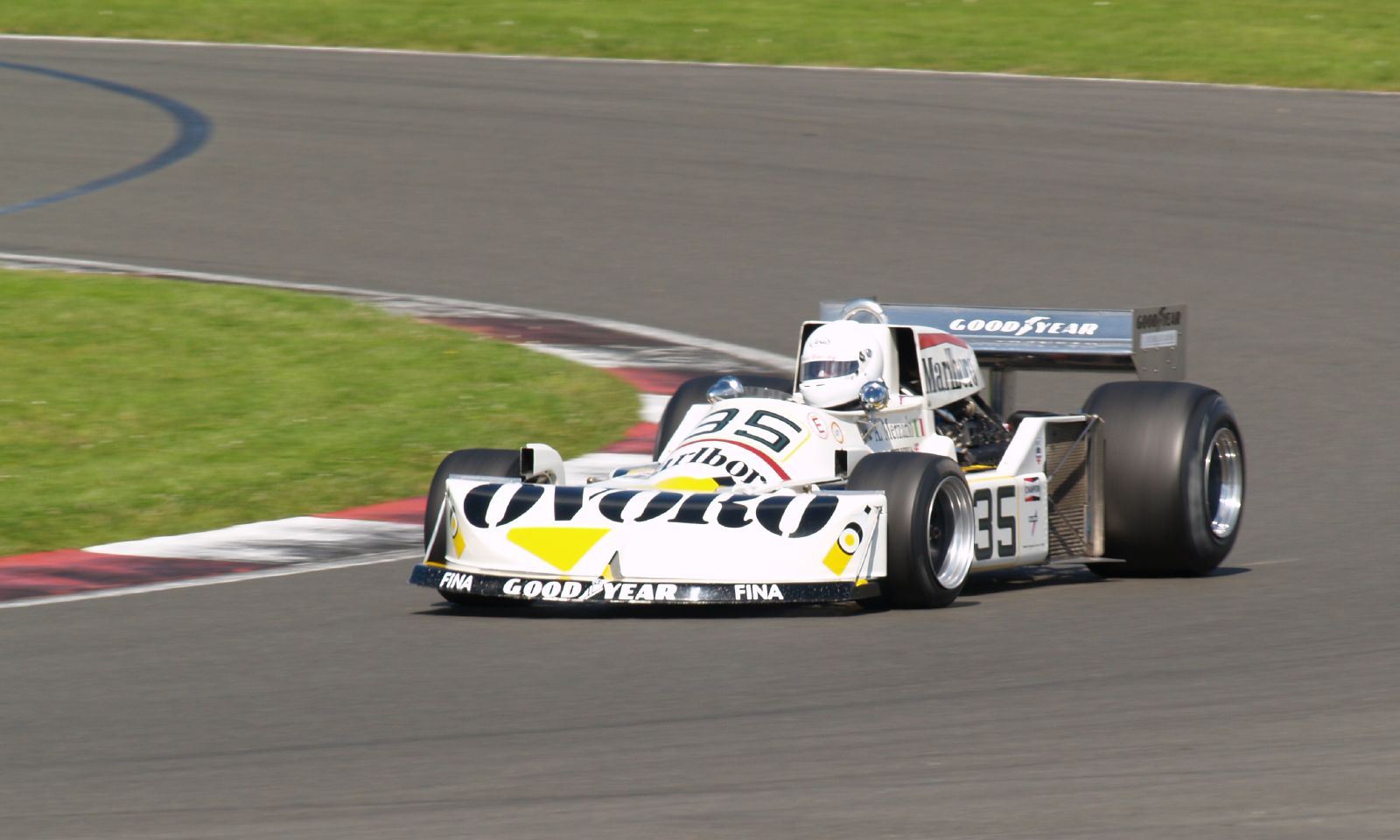
Peter Dunn im March 761 bei der International Trophy 2007

Der Name des Rennens geht zurück auf eine Rennveranstaltung, die in den 1930er-Jahren in Brooklands ausgetragen wurde. Die erste International Trophy im August 1949 war zugleich die erste Rennveranstaltung überhaupt auf dem Flugplatzkurs. Die Strecke war nur notdürftig abgesichert, und Alberto Ascari fuhr den Sieg für die Scuderia Ferrari ein.
Anfänglich war das Rennen für Formel-1-Fahrzeuge ausgeschrieben. Es hatte in dieser Zeit keinen Meisterschaftsstatus, d. h. die bei ihm erzielten Resultate wurden weder für die Fahrer noch für die Konstrukteure bei der jeweiligen Formel-1-Weltmeisterschaft berücksichtigt. Nachdem das Rennen zunächst im August stattgefunden hatte, wurde es 1951 ins Frühjahr verlegt und galt von da an neben dem Race of Champions in Brands Hatch als das wichtigste nicht zur Weltmeisterschaft zählende Formel-1-Rennen vor den Europarennen. In den frühen 1970er-Jahren waren die Rennen für Formel-1- und Formel-5000-Autos ausgeschrieben. Die letzte International Trophy, die nach dieser Regelung veranstaltet wurde, fand 1978 statt und endete mit dem Sieg des Finnen Keke Rosberg auf einem Theodore TR1.
Ab 1979 wurde die Trophy als Rennen der Formel-2-Europameisterschaft gefahren. Nach dem Ende dieser Meisterschaft 1984 war es ab 1985 eine Veranstaltung der neu geschaffenen Internationalen Formel-3000-Meisterschaft. Die chaotisch verlaufene 37. International Trophy im Jahr 1985 war das erste Rennen dieser Serie. Als 2005 die GP2-Serie eingeführt wurde, verlor die Trophy den Meisterschaftsstatus.

## Ergebnisse
| Auflage | Datum              | Klasse                          | Strecke                         | Sieger                          | Zweiter                         | Dritter                            | Pole-Position                               | Schnellste Rennrunde                                         |
| ------- | ------------------ | ------------------------------- | ------------------------------- | ------------------------------- | ------------------------------- | ---------------------------------- | ------------------------------------------- | ------------------------------------------------------------ |
| 1       | 20. August 1949    | Grand Prix                      | Silverstone                     | Alberto Ascari (Ferrari)        | Giuseppe Farina (Ferrari)       | Luigi Villoresi (Ferrari)          | Alberto Ascari (Ferrari)                    |                                                              |
| 2       | 26. August 1950    | Formel 1                        | Silverstone                     | Giuseppe Farina (Alfa Romeo)    | Juan Manuel Fangio (Alfa Romeo) | Peter Whitehead (Ferrari)          | Juan Manuel Fangio (Alfa Romeo)             | Giuseppe Farina (Alfa Romeo) Juan Manuel Fangio (Alfa Romeo) |
| 3       | 5. Mai 1951        | Formel 1                        | Silverstone                     | Reg Parnell (Ferrari)           | Duncan Hamilton (Talbot)        | Graham Whitehead (ERA)             | Consalvo Sanesi (Alfa Romeo)                | Reg Parnell (Ferrari)                                        |
| 4       | 10. Mai 1952       | Formel 1 Formel 2               | Silverstone                     | Lance Macklin (HWM)             | Tony Rolt (HWM)                 | Emmanuel de Graffenried (Maserati) | Peter Whitehead (Ferrari)                   | Mike Hawthorn (Cooper) Jean Behra (Gordini)                  |
| 5       | 9. Mai 1953        | Formel 1 Formel 2               | Silverstone                     | Mike Hawthorn (Ferrari)         | Roy Salvadori (Connaught)       | Tony Rolt (Connaught)              | Emmanuel de Graffenried (Maserati)          | Emmanuel de Graffenried (Maserati) Mike Hawthorn (Ferrari)   |
| 6       | 15. Mai 1954       | Formel 1                        | Silverstone                     | José Froilán González (Ferrari) | B. Bira (Maserati)              | Stirling Moss (Maserati)           | José Froilán González (Ferrari)             | José Froilán González (Ferrari)                              |
| 7       | 7. Mai 1955        | Formel 1                        | Silverstone                     | Peter Collins (Maserati)        | Roy Salvadori (Maserati)        | B. Bira (Maserati)                 | Roy Salvadori (Maserati)                    | Peter Collins (Maserati) Roy Salvadori (Maserati)            |
| 8       | 5. Mai 1956        | Formel 1                        | Silverstone                     | Stirling Moss (Vanwall)         | Archie Scott-Brown (Connaught)  | Desmond Titterington (Connaught)   | Stirling Moss (Vanwall)                     | Mike Hawthorn (BRM)                                          |
| 9       | 14. September 1957 | Formel 1                        | Silverstone                     | Jean Behra (BRM)                | Ron Flockhart (BRM)             | Masten Gregory (Maserati)          | Jean Behra (BRM)                            | Mike Hawthorn (BRM)                                          |
| 10      | 3. Mai 1958        | Formel 1                        | Silverstone                     | Peter Collins (Ferrari)         | Roy Salvadori (Cooper)          | Masten Gregory (Maserati)          | Roy Salvadori (Cooper)                      | Jean Behra (BRM) Peter Collins (Ferrari)                     |
| 11      | 2. Mai 1959        | Formel 1                        | Silverstone                     | Jack Brabham (Cooper)           | Roy Salvadori (Aston Martin)    | Ron Flockhart (BRM)                | Stirling Moss (BRM)                         | Roy Salvadori (Aston Martin)                                 |
| 12      | 14. Mai 1960       | Formel 1                        | Silverstone                     | Innes Ireland (Lotus)           | Jack Brabham (Cooper)           | Graham Hill (BRM)                  | Stirling Moss (BRM)                         | Innes Ireland (Lotus)                                        |
| 13      | 6. Mai 1961        | Intercontinental Formula        | Silverstone                     | Stirling Moss (Cooper)          | Jack Brabham (Cooper)           | Roy Salvadori (Cooper)             |                                             | Stirling Moss (Cooper)                                       |
| 14      | 12. Mai 1962       | Formel 1                        | Silverstone                     | Graham Hill (BRM)               | Jim Clark (Lotus)               | John Surtees (Lola)                | Graham Hill (BRM)                           | Jim Clark (Lotus)                                            |
| 15      | 27. April 1963     | Formel 1                        | Silverstone                     | Graham Hill (BRM)               | Innes Ireland (Lotus)           | Trevor Taylor Jim Clark (Lotus)    | Jim Clark (Lotus)                           | Jim Clark (Lotus)                                            |
| 16      | 2. Mai 1964        | Formel 1                        | Silverstone                     | Jack Brabham (Brabham)          | Graham Hill (BRM)               | Peter Arundell (Lotus)             | Dan Gurney (Brabham)                        | Jack Brabham (Brabham)                                       |
| 17      | 17. Mai 1965       | Formel 1                        | Silverstone                     | Jackie Stewart (BRM)            | John Surtees (Ferrari)          | Mike Spence (Lotus)                | Graham Hill (BRM)                           | John Surtees (Ferrari)                                       |
| 18      | 14. Mai 1966       | Formel 1                        | Silverstone                     | Jack Brabham (Brabham)          | John Surtees (Ferrari)          | Joakim Bonnier (Cooper)            | Jack Brabham (Brabham)                      | Jack Brabham (Brabham)                                       |
| 19      | 29. April 1967     | Formel 1                        | Silverstone                     | Mike Parkes (Ferrari)           | Jack Brabham (Brabham)          | Jo Siffert (Cooper)                | Graham Hill (Lotus)                         | Jackie Stewart (BRM)                                         |
| 20      | 25. April 1968     | Formel 1                        | Silverstone                     | Denis Hulme (McLaren)           | Bruce McLaren (McLaren)         | Chris Amon (Ferrari)               | Denis Hulme (McLaren)                       | Chris Amon (Ferrari)                                         |
| 21      | 30. März 1969      | Formel 1                        | Silverstone                     | Jack Brabham (Brabham)          | Jochen Rindt (Lotus)            | Jackie Stewart (Matra)             | Jackie Stewart (Matra)                      | Jochen Rindt (Lotus)                                         |
| 22      | 26. April 1970     | Formel 1 Formel 5000            | Silverstone                     | Chris Amon (March)              | Jackie Stewart (March)          | Piers Courage (De Tomaso)          | Chris Amon (March)                          | Chris Amon Jackie Stewart (March)                            |
| 23      | 8. Mai 1971        | Formel 1 Formel 5000            | Silverstone                     | Graham Hill (Brabham)           | Peter Gethin (McLaren)          | Tim Schenken (Brabham)             | Chris Amon (March) Jackie Stewart (Tyrrell) | Jackie Stewart (March) John Surtees (Surtees)                |
| 24      | 23. April 1972     | Formel 1 Formel 5000            | Silverstone                     | Emerson Fittipaldi (Lotus)      | Jean-Pierre Beltoise (BRM)      | John Surtees (Surtees)             | Emerson Fittipaldi (Lotus)                  | Mike Hailwood (Surtees)                                      |
| 25      | 8. April 1973      | Formel 1 Formel 5000            | Silverstone                     | Jackie Stewart (Tyrrell)        | Ronnie Peterson (Lotus)         | Clay Regazzoni (BRM)               | Emerson Fittipaldi (Lotus)                  | Ronnie Peterson (Lotus)                                      |
| 26      | 7. April 1974      | Formel 1 Formel 5000            | Silverstone                     | James Hunt (Hesketh)            | Jochen Mass (Surtees)           | Jean-Pierre Jarier (Shadow)        | James Hunt (Hesketh)                        | James Hunt (Hesketh)                                         |
| 27      | 13. April 1975     | Formel 1                        | Silverstone                     | Niki Lauda (Ferrari)            | Emerson Fittipaldi (McLaren)    | Mario Andretti (Parnelli)          | James Hunt (Hesketh)                        | James Hunt (Hesketh) Emerson Fittipaldi (McLaren)            |
| 28      | 14. März 1976      | Formel 1                        | Silverstone                     | James Hunt (McLaren)            | Alan Jones (Surtees)            | Jacky Ickx (Hesketh)               | Jody Scheckter (Tyrrell)                    | James Hunt (McLaren)                                         |
| 29      | 6. März 1977       | Formel 2                        | Silverstone                     | René Arnoux (Martini)           | Ray Mallock (Chevron)           | Patrick Nève (March)               | Michel Leclère (Kauhsen)                    | Patrick Nève (March)                                         |
| 30      | 19. März 1978      | Formel 1                        | Silverstone                     | Keke Rosberg (Theodore)         | Emerson Fittipaldi (Fittipaldi) | Tony Trimmer (McLaren)             | Ronnie Peterson (Lotus)                     | Emerson Fittipaldi (Fittipaldi)                              |
| 31      | 25. März 1979      | Formel 2                        | Silverstone                     | Eddie Cheever (Osella)          | Derek Daly (March)              | Brian Henton (Toleman)             | Eddie Cheever (Osella)                      | Derek Daly (March)                                           |
| 32      | 8. Juni 1980       | Formel 2                        | Silverstone                     | Derek Warwick (Toleman)         | Andrea de Cesaris (March)       | Mike Thackwell (March)             | Brian Henton (Toleman)                      | Brian Henton (Toleman)                                       |
| 33      | 29. März 1981      | Formel 2                        | Silverstone                     | Mike Thackwell (Ralt)           | Riccardo Paletti (March)        | Corrado Fabi (March)               | Mike Thackwell (Ralt)                       | Geoff Lees (Ralt)                                            |
| 34      | 21. März 1982      | Formel 2                        | Silverstone                     | Stefan Bellof (Maurer)          | Satoru Nakajima (March)         | Beppe Gabbiani (Maurer)            | Stefan Johansson (Spirit)                   | Christian Danner (March)                                     |
| 35      | 20. März 1983      | Formel 2                        | Silverstone                     | Beppe Gabbiani (March)          | Mike Thackwell (Ralt)           | Christian Danner (March)           | Dave Scott (March)                          | Stefan Bellof (Maurer)                                       |
| 36      | 1. April 1984      | Formel 2                        | Silverstone                     | Mike Thackwell (Ralt)           | Roberto Moreno (Ralt)           | Michel Ferté (Martini)             | Roberto Moreno (Ralt)                       | Mike Thackwell (Ralt)                                        |
| 37      | 24. März 1985      | Formel 3000                     | Silverstone                     | Mike Thackwell (Ralt)           | John Nielsen (Ralt)             | Michel Ferté (March)               | Michel Ferté (March)                        | John Nielsen (Ralt)                                          |
| 38      | 13. April 1986     | Formel 3000                     | Silverstone                     | Pascal Fabre (Lola)             | Emanuele Pirro (March)          | John Nielsen (Ralt)                | Pascal Fabre (Lola)                         | Pascal Fabre (Lola)                                          |
| 39      | 12. April 1987     | Formel 3000                     | Silverstone                     | Maurício Gugelmin (Ralt)        | Michel Trollé (Lola)            | Roberto Moreno (Ralt)              | Roberto Moreno (Ralt)                       | Roberto Moreno (Ralt)                                        |
| 40      | 5. Juni 1988       | Formel 3000                     | Silverstone                     | Roberto Moreno (Reynard)        | Bertrand Gachot (Reynard)       | Pierre-Henri Raphanel (Reynard)    | Bertrand Gachot (Reynard)                   | Roberto Moreno (Reynard)                                     |
| 41      | 9. April 1989      | Formel 3000                     | Silverstone                     | Thomas Danielsson (Reynard)     | Philippe Favre (Lola)           | Mark Blundell (Reynard)            | Philippe Favre (Lola)                       | Philippe Favre (Lola)                                        |
| 42      | 19. Mai 1990       | Formel 3000                     | Silverstone                     | Allan McNish (Lola)             | Érik Comas (Lola)               | Marco Apicella (Reynard)           | Andrea Montermini (Reynard)                 | Stéphane Proulx (Lola)                                       |
| 43      | 1991               | keine BRDC International Trophy | keine BRDC International Trophy | keine BRDC International Trophy | keine BRDC International Trophy | keine BRDC International Trophy    | keine BRDC International Trophy             | keine BRDC International Trophy                              |
| 44      | 10. Mai 1992       | Formel 3000                     | Silverstone                     | Jordi Gené (Reynard)            | Rubens Barrichello (Reynard)    | Olivier Panis (Lola)               | Jordi Gené (Reynard)                        | Rubens Barrichello (Reynard)                                 |
| 45      | 10. Mai 1993       | Formel 3000                     | Silverstone                     | Gil de Ferran (Reynard)         | David Coulthard (Reynard)       | Michael Bartels (Reynard)          | Olivier Beretta (Reynard)                   | Gil de Ferran (Reynard)                                      |
| 46      | 2. Mai 1994        | Formel 3000                     | Silverstone                     | Franck Lagorce (Reynard)        | David Coulthard (Reynard)       | Gil de Ferran (Reynard)            | Franck Lagorce (Reynard)                    | Franck Lagorce (Reynard)                                     |
| 47      | 7. Mai 1995        | Formel 3000                     | Silverstone                     | Ricardo Rosset (Reynard)        | Vincenzo Sospiri (Reynard)      | Allan McNish (Reynard)             | Ricardo Rosset (Reynard)                    | Tarso Marques (Reynard)                                      |
| 48      | 17. August 1996    | Formel 3000                     | Silverstone                     | Kenny Bräck (Lola)              | Tom Kristensen (Lola)           | Ricardo Zonta (Lola)               | Kenny Bräck (Lola)                          | Tom Kristensen (Lola)                                        |
| 49      | 11. Mai 1997       | Formel 3000                     | Silverstone                     | Tom Kristensen (Lola)           | Pedro Couceiro (Lola)           | Jamie Davies (Lola)                | Ricardo Zonta (Lola)                        | Marc Gené (Lola)                                             |
| 50      | 16. Mai 1998       | Formel 3000                     | Silverstone                     | Juan Pablo Montoya (Lola)       | Nick Heidfeld (Lola)            | Jason Watt (Lola)                  | Juan Pablo Montoya (Lola)                   | Juan Pablo Montoya (Lola)                                    |
| 51      | 10. Juli 1999      | Formel 3000                     | Silverstone                     | Nicolas Minassian (Lola)        | Nick Heidfeld (Lola)            | Jason Watt (Lola)                  | Juan Pablo Montoya (Lola)                   | Juan Pablo Montoya (Lola)                                    |
| 52      | 22. April 2000     | Formel 3000                     | Silverstone                     | Mark Webber (Lola)              | Darren Manning (Lola)           | Justin Wilson (Lola)               | Darren Manning(Lola)                        | Stéphane Sarrazin (Lola)                                     |
| 53      | 14. Juli 2001      | Formel 3000                     | Silverstone                     | Sébastien Bourdais (Lola)       | Justin Wilson (Lola)            | Antonio Pizzonia (Lola)            | Tomáš Enge (Lola)                           | Sébastien Bourdais (Lola)                                    |
| 54      | 6. Juli 2002       | Formel 3000                     | Silverstone                     | Tomáš Enge (Lola)               | Sébastien Bourdais (Lola)       | Ricardo Sperafico (Lola)           | Tomáš Enge (Lola)                           | Tomáš Enge (Lola)                                            |
| 55      | 19. Juli 2003      | Formel 3000                     | Silverstone                     | Björn Wirdheim (Lola)           | Giorgio Pantano (Lola)          | Vitantonio Liuzzi (Lola)           | Björn Wirdheim (Lola)                       | Björn Wirdheim (Lola)                                        |
| 56      | 10. Juli 2004      | Formel 3000                     | Silverstone                     | Vitantonio Liuzzi (Lola)        | Enrico Toccacelo (Lola)         | Tomáš Enge (Lola)                  | Tomáš Enge (Lola)                           | Vitantonio Liuzzi (Lola)                                     |